# Unité de masse atomique unifiée
Pour les articles homonymes, voir U, uma et AMU.
L'unité de masse atomique unifiée, de symbole « u », est une unité de mesure standard, utilisée pour exprimer la masse des atomes et des molécules. Cette unité n'appartient pas au Système international (SI), mais son usage est accepté avec lui. Le qualificatif "unifiée" se réfère à l'adoption de l'unité d'un commun accord par l'UIPPA et l'UICPA
. Depuis le 20 mai 2019, sa valeur a été totalement définie du fait que la valeur du nombre d'Avogadro a été fixée à exactement 6,022 140 76 × 1023 mol−1.
Avant la redéfinition de la mole en 2019, sa valeur était obtenue expérimentalement. Elle était alors définie comme 1/12 de la masse d'un atome du nucléide 12C (carbone 12), non lié, au repos et dans son état fondamental. En d'autres termes, un atome de 12C avait une masse d'exactement 12 u et, en conséquence, 1 u valait approximativement 1,660 538 921 × 10−27 kg.
La masse moyenne d'un nucléon dépend du nombre total de nucléons dans le noyau atomique, en raison du défaut de masse. C'est pourquoi la masse d'un proton ou d'un neutron pris séparément est strictement supérieure (d'un peu moins de 1%) à 1 u.
L'unité de masse atomique (sans le qualificatif unifiée), de symbole uma (amu en anglais), est une unité de masse obsolète de valeur voisine. Jusqu'en 1959, elle était définie en physique comme 1/16 de la masse d'un atome du nucléide 16O (oxygène 16) et en chimie comme 1/16 de la masse moyenne d'un atome d'oxygène « naturel », mélange légèrement variable des isotopes 16O, 17O et 18O. Cette dualité prit fin en 1959/1960 lorsque l'UIPPA et l'UICPA se mirent d'accord pour mesurer les masses atomiques et moléculaires en douzièmes de la masse du nucléide 12C. On voit encore aujourd'hui le symbole uma (ou amu) au lieu de u, mais avec pour valeur l'unité de masse atomique unifiée actuelle.

## Valeur
Dans les unités SI, le CODATA de 2022 recommande la valeur suivante :
{\displaystyle m_{u}={\frac {1}{N_{\mathrm {A} }\times 10^{3}}}\simeq 1{,}660\;539\;068\;92(52)\times 10^{-27}\ {\mbox{kg}}},
soit une incertitude relative de 3,13 × 10−10 (3,13 × 10−8 %).
En physique nucléaire, il est plus pratique d'exprimer la masse en eV/c2. Le Particle Data Group recommande en 2008 la valeur suivante :
{\displaystyle m_{u}\simeq 931{,}494\;028(23)\ \mathrm {MeV/} c^{2}}.

## En biochimie
Pour les articles homonymes, voir KDA et DA.
Dans le domaine de la biochimie, on appelle également l'unité de masse des atomes le dalton (symbole Da), en l'honneur de John Dalton pour son travail sur la théorie atomique.
Un dalton est défini comme égal à 1/12 de la masse d'un atome de carbone 12. C'est un autre nom pour l'unité de masse atomique unifiée. Un dalton est, avec une assez bonne précision, la masse d'un atome d'hydrogène, la valeur de cette dernière étant 1,007 94 u aux erreurs de mesure près.
Le kilodalton (kDa) est beaucoup plus utilisé que le dalton en biologie et biochimie, du fait de la taille des molécules étudiées, pouvant contenir plusieurs milliers, voire millions, d'atomes. À titre de repère grossier, la plupart des molécules cellulaires ont typiquement une masse comprise entre 20 et 100 kDa. La masse d'un acide aminé est d'environ 110 Da, celle d'une protéine plus de 12 kDa, celle d'un nucléotide environ 330 Da. En 2019, une équipe de l'Institut de biologie structurale est parvenue à obtenir la structure à l’échelle atomique d’une protéine de 468 kDa.